# Jean Antoine Joseph Fauchet
Jean Antoine Joseph Fauchet (ur. 31 sierpnia 1761 w Saint-Quentin, zm. 13 września 1834 w Paryżu) – francuski dyplomata. 
Studiował prawo, gdy wybuchła rewolucja. Opublikował pamflety sławiące to wydarzenie. W został ambasadorem Republiki w USA. Napisał pracę o stosunkach francusko-amerykańskich i o samej Ameryce (przetłumaczył ją W. Duane w 1797 r.). 
W 1805 roku Napoleon uczynił go baronem.